# Michael Shannon (aktor)

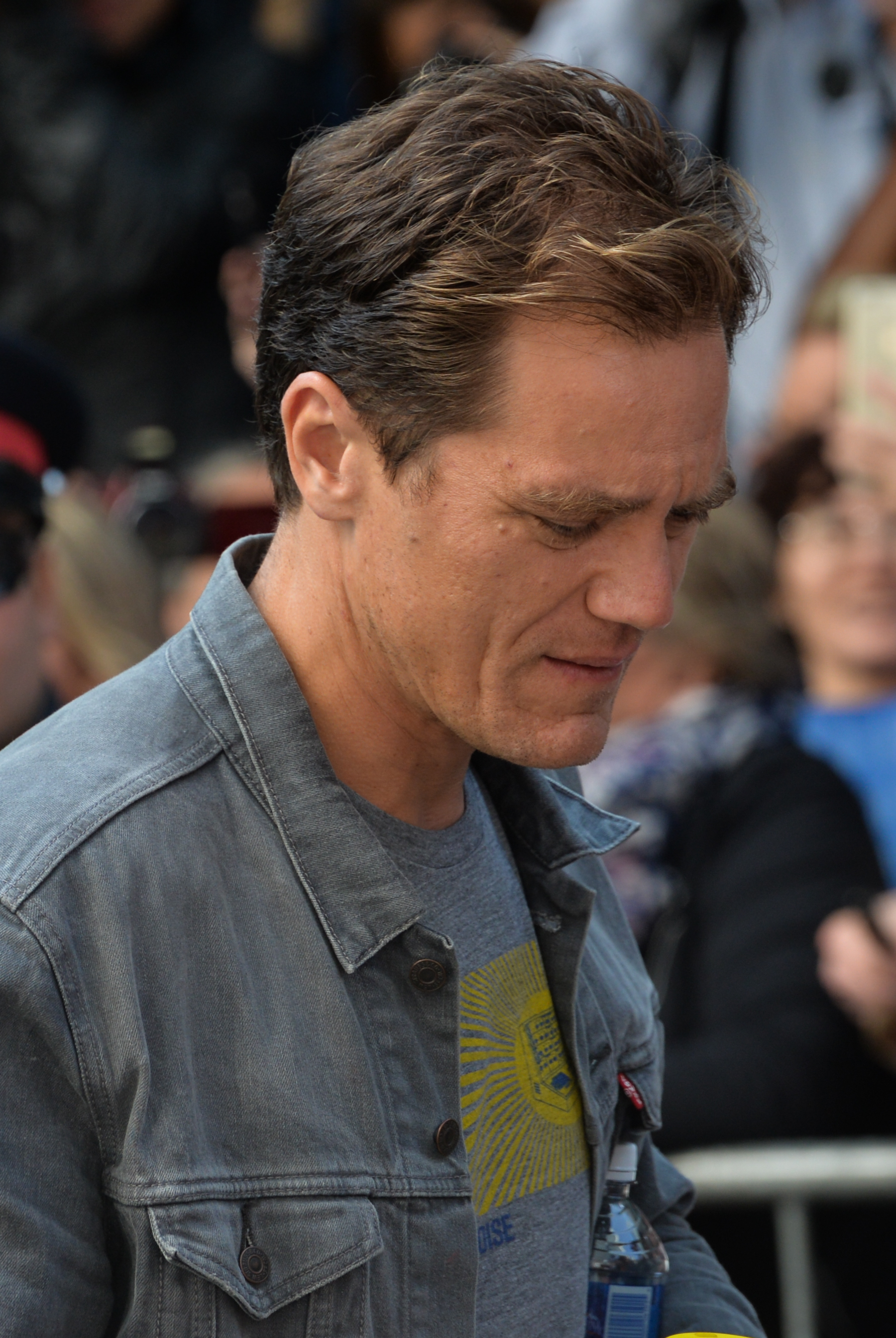
Michael Shannon (2017)

Michael Corbett Shannon (ur. 7 sierpnia 1974 w Lexington) – amerykański aktor filmowy i teatralny. Dwukrotnie nominowany do Oscara.

## Życiorys

### Wczesne lata
Urodził się w Lexington w Kentucky jako syn Geraldine Hine, prawniczki, i Donalda Sutherlina Shannona, profesora DePaul University. Wychowywał się z młodszym rodzeństwem: bratem Dave’em i siostrą Rebeccą. Jego dziadek ze strony ojca Raymond Corbett Shannon był entomologiem. Gdy jego rodzice rozwiedli się, wychowywał się w Lexington i Chicago. Ukończył New Trier High School w Winnetka w Illinois.

### Kariera
Karierę rozpoczynał od występów ze Steppenfold Theatre Company, The Next Lab i The Red Orchid Theatre w Chicago, m.in. w Winterset w The Illinois Theatre Center. Przez rok mieszkał też w Londynie, gdzie grał na West Endzie w takich sztukach jak Killer Joe, Bug i Woyzeck.
Debiutował na małym ekranie w filmach telewizyjnych: dreszczowcu ABC Overexposed (1992) z Marcy Walker i dramacie kryminalnym CBS Angel Street z Robin Givens. Rok potem wystąpił w komedii Dzień świstaka (1993) u boku Billa Murraya i Andie MacDowell.
Na ekranie grywał przeważnie psychopatów, szaleńców lub bezwzględnych zabójców. Można go było zobaczyć w niewielkich rolach w filmach: Reakcja łańcuchowa (1996) z Keanu Reevesem, Morganem Freemanem i Rachel Weisz, komediodramat Diabelna taksówka (Chicago Cab, 1997), Jazda (The Ride, 1997) z Michaelem Biehnem, Syn Jezusa (Jesus’ Son, 1999) z Billym Crudupem, Kraina tygrysów (2000) z Colinem Farrellem, Nim diabeł dowie się, że nie żyjesz (2007) u boku Philipa Seymoura Hoffmana i Ethana Hawke’a, Najlepszy (The Greatest, 2009) z udziałem Pierce’a Brosnana i Carey Mulligan oraz Zły porucznik (2009) u boku Nicolasa Cage’a i Evy Mendes.
Kreacja Johna Givingsa w melodramacie Sama Mendesa Droga do szczęścia (2008) z Kate Winslet i Leonardo DiCaprio przyniosła mu nominację do Oscara. W ekranizacji przygód Supermana Człowiek ze stali (2013) z Henrym Cavillem wcielił się w czarny charakter – generała Zoda. Za rolę Ricka Carvera w dramacie 99 Homes (2015) z Andrew Garfieldem był nominowany do Złotego Globu.

## Życie prywatne
Z nieformalnego związku z Kate Arrington ma dwie córki – Sylvię i Marion.

## Filmografia
- 1992 – Angel Street jako Patrick Mulligan
- 1992 – Overexposed jako młody mężczyzna
- 1993 – Dzień świstaka jako Fred
- 1996 – Reakcja łańcuchowa jako dostawca kwiatów
- 1998 – Diabelna taksówka jako Crack Head
- 1999 – Syn Jezusa jako Dundun
- 2000 – Cecil B. Demented jako Petie
- 2000 – Kraina tygrysów jako sierżant Filmore
- 2001 – New Port South jako Stanton
- 2001 – Pearl Harbor jako porucznik Gooz Wood
- 2001 – Vanilla Sky jako Aaron
- 2002 – 8. Mila jako Greg Buehl
- 2002 – Bez przedawnienia jako Troy Abbott
- 2003 – Kangur Jack
- 2003 – Grand Theft Parsons jako Larry
- 2003 – Bad Boys II jako Floyd Poteet
- 2004 – Martwe ptaki jako Clyde
- 2004 – Zły dotyk jako Rosen
- 2004 – Criminal – Wielki przekręt jako Gene
- 2006 – World Trade Center jako Dave Karnes
- 2006 – Spotkajmy się w więzieniu jako Lynard
- 2007 – Robak jako Peter Evans
- 2008 – Droga do szczęścia jako John Givings
- 2009 – Synu, synu, cóżeś ty uczynił? jako Brad McCullam
- 2010 – The Runaways: Prawdziwa historia jako Kim Fowley
- 2010–2014: Zakazane imperium (Boardwalk Empire) jako Nelson Van Alden
- 2011 – Kaznodzieja z karabinem (Machine Gun Preacher) jako Donnie
- 2012 – Iceman: Historia mordercy jako Richard Kuklinski
- 2013 – Człowiek ze stali jako generał Zod
- 2015 – 99 Homes jako Rick Carver
- 2016 – Zwierzęta nocy jako Bobby Andes
- 2017 – Kształt wody jako pułkownik Richard Strickland
- 2017 – The Current War jako George Westinghouse
- 2017 – Pottersville jako Maynard Greiger
- 2018 – Dwunastu odważnych jako Hal Spencer
- 2019 – Na noże jako Walt Thrombey
- 2020 – The Quarry jako szef policji Moore
- 2020 – Echo Boomers jako Mel Donnelly
- 2021 – Droga zwycięzcy jako trener Jack Murphy
- 2022 – Bullet Train jako Biała śmierć
- 2023 – Flash (The Flash) jako generał Zod